# Figueroles (Katalonia)
Figueroles – miejscowość w Hiszpanii, w Katalonii, w prowincji Girona, w comarce Pla de l’Estany, w gminie Fontcoberta.
Według danych INE z 2006 roku miejscowość zamieszkiwało 30 osób.